# NGC 3713
NGC 3713 ist eine Elliptische Galaxie vom Hubble-Typ E/S0 im Sternbild Löwe an der Ekliptik. Sie ist schätzungsweise 307 Millionen Lichtjahre von der Milchstraße entfernt und hat einen Durchmesser von etwa 125.000 Lichtjahren. Vom Sonnensystem aus entfernt sich die Galaxie mit einer errechneten Radialgeschwindigkeit von näherungsweise 7.000 Kilometern pro Sekunde.
Das Objekt wurde am 11. April 1785 vom deutsch-britischen Astronomen Wilhelm Herschel entdeckt.

## Galaktisches Umfeld
| Nr. | Galaxie                   | Alternativname            | Rek           | Dek           | Distanz/asec |
| --- | ------------------------- | ------------------------- | ------------- | ------------- | ------------ |
| →   | NGC 3713                  | LEDA/PGC 35546            | 11h31m42.017s | +28d09m12.93s | 0            |
| 1   | LEDA/PGC 35514            | NSA 101749                | 11h31m20.438s | +28d12m04.55s | 332.97       |
| 2   | LEDA/PGC 1829561          | 2MASX J11311627+2813054   | 11h31m16.301s | +28d13m05.06s | 411.80       |
| 3   | LEDA/PGC 1828905          | WISEA J113108.11+281133.3 | 11h31m08.103s | +28d11m33.58s | 469.96       |
| 4   | LEDA/PGC 1831549          | NSA 101746                | 11h31m32.430s | +28d17m17.30s | 500.74       |
| 5   | LEDA/PGC 1831065          | NSA 101744                | 11h31m19.128s | +28d16m17.99s | 521.77       |
| 6   | 2MASX J11314137+2759177   | WISEA J113141.35+275917.5 | 11h31m41.353s | +27d59m17.51s | 595.51       |
| 7   | LEDA/PGC 35588            | UGC 6522                  | 11h32m21.557s | +28d02m53.67s | 646.19       |
| 8   | LEDA/PGC 35589            | CGCG 156-099              | 11h32m29.850s | +28d06m44.94s | 649.65       |
| 9   | LEDA/PGC 93631            | NSA 160030                | 11h32m25.636s | +28d03m23.91s | 673.82       |
| 10  | LEDA/PGC 1829538          | 2MASX J11305268+2813009   | 11h30m52.681s | +28d13m01.34s | 692.36       |
| 11  | LEDA/PGC 1828205          | NSA 101593                | 11h30m46.060s | +28d10m06.40s | 741.94       |
| 12  | NGC 3714                  | LEDA/PGC 35556            | 11h31m53.610s | +28d21m30.50s | 753.54       |
| 13  | LEDA/PGC 1834203          | NSA 101590                | 11h31m19.167s | +28d22m59.01s | 879.63       |
| 14  | LEDA/PGC 93630            | NSA 101747                | 11h32m24.550s | +27d56m10.36s | 964.12       |
| 15  | WISEA J113037.37+281745.3 | AGC 723671                | 11h30m37.355s | +28d17m45.66s | 996.63       |